# Pancéřníček napský
Pancéřníček napský (Corydoras napoensis) je druh sladkovodní ryby patřící do rodu pancéřníček.

## Výskyt
Pancéřníček napský žije v Amazonském biotopu. Vyskytuje se v Peru a Kolumbii. V Peru se vyskytuje hlavně v řekách Napo, Aguarico a Nanay a v Kolumbii se vyskytuje v řekách Amazonka a Atacuari.

## Chov
Chová se snadně a pohybuje se ve spodní části nádrže. Dožívá se průměrně 3 až 5 let, v přírodě žije déle. Velikost se pohybuje okolo 5 až 6 cm a v nádrži se doporučuje chovat 6 a více kusů (nejlépe 10 a více). Nároky na vodu má podobné jako většina pancéřníčků.

## Popis

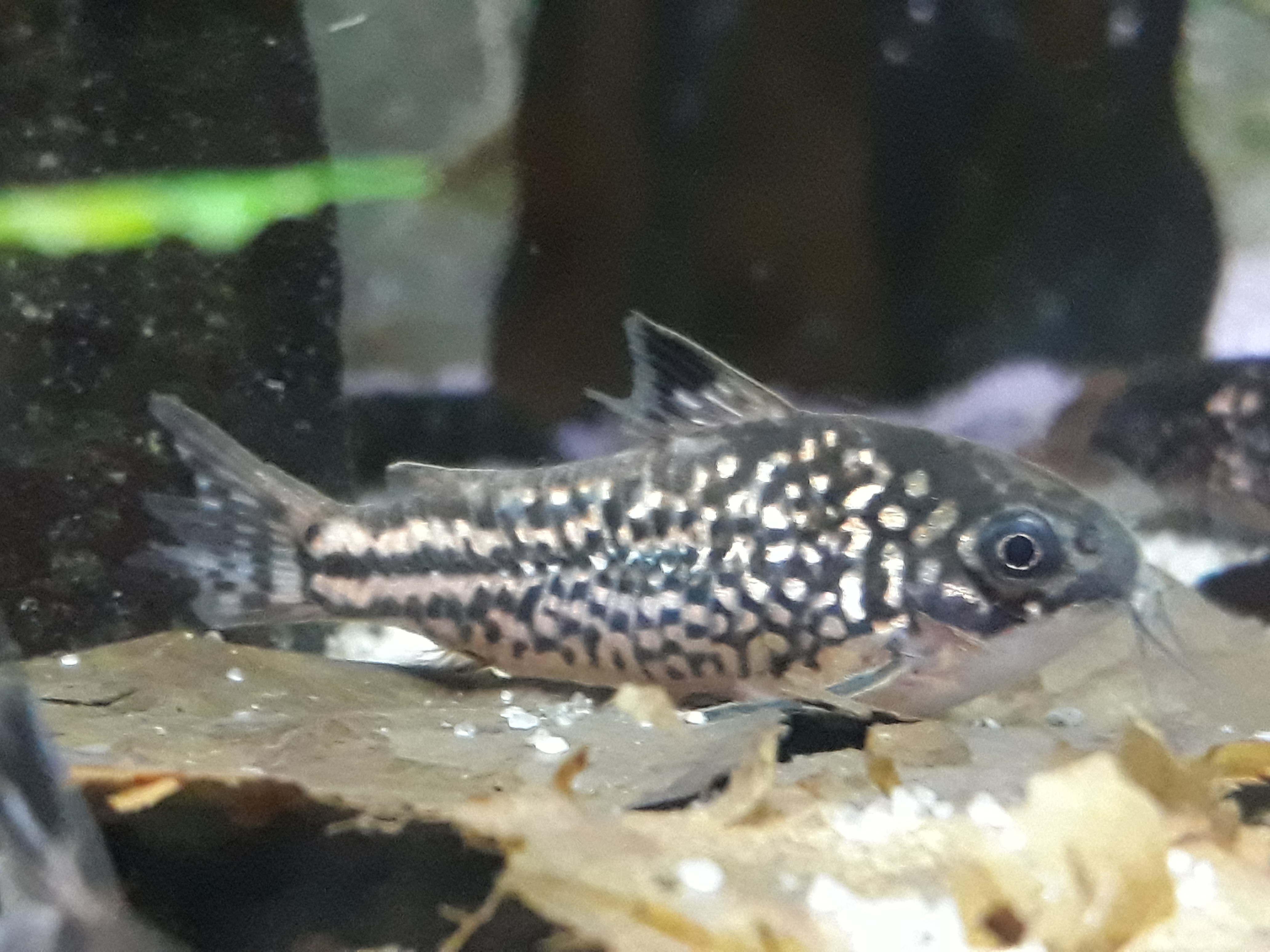
Samec pancéřníčka napského

Samice měří 5 cm, jsou šedé a mají větší bříško. Mají hřbetní ploutev bez černé skvrny, jako mají samci. Samci jsou hubenější, měří 4,5 cm a má barvu spíse do černa. Obě pohlaví jsou skvrnité a u ocasu mají tři černé a dva nažloutlé pruhy.